# Osterseen

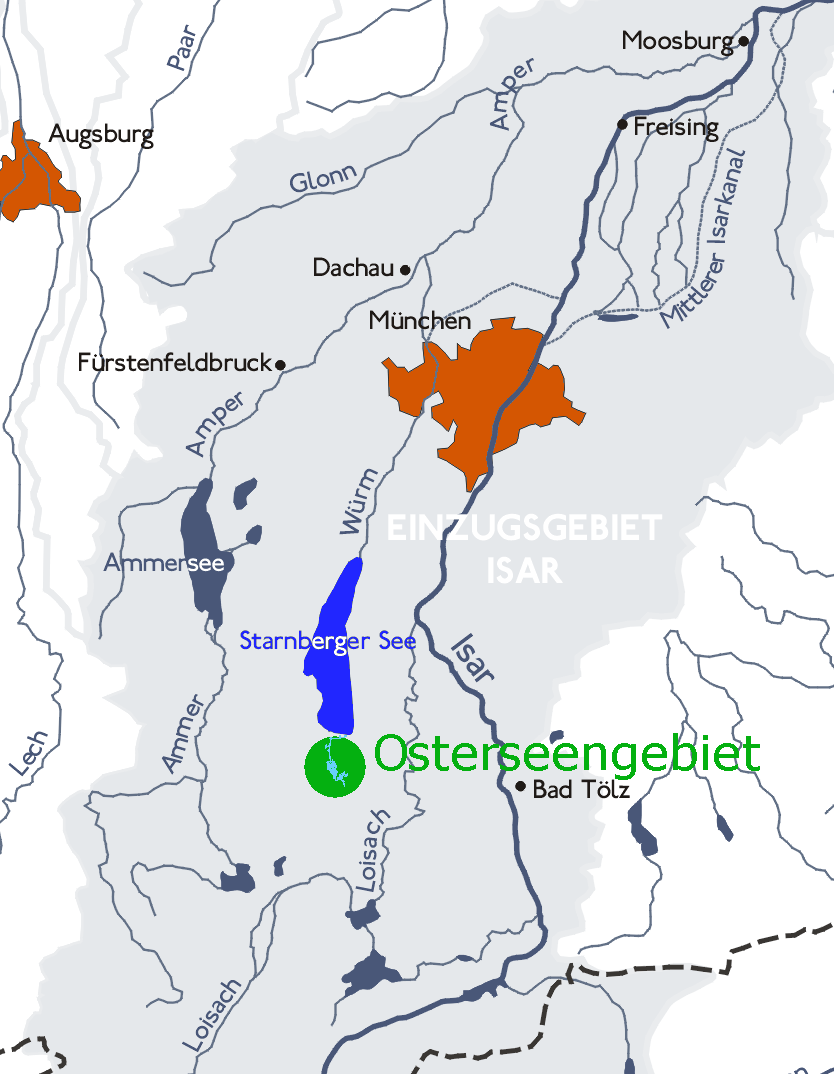
Vị trí của Osterseen trong hệ thống sông Loisach và Ammer/Amper (nguồn nước của sông Isar)

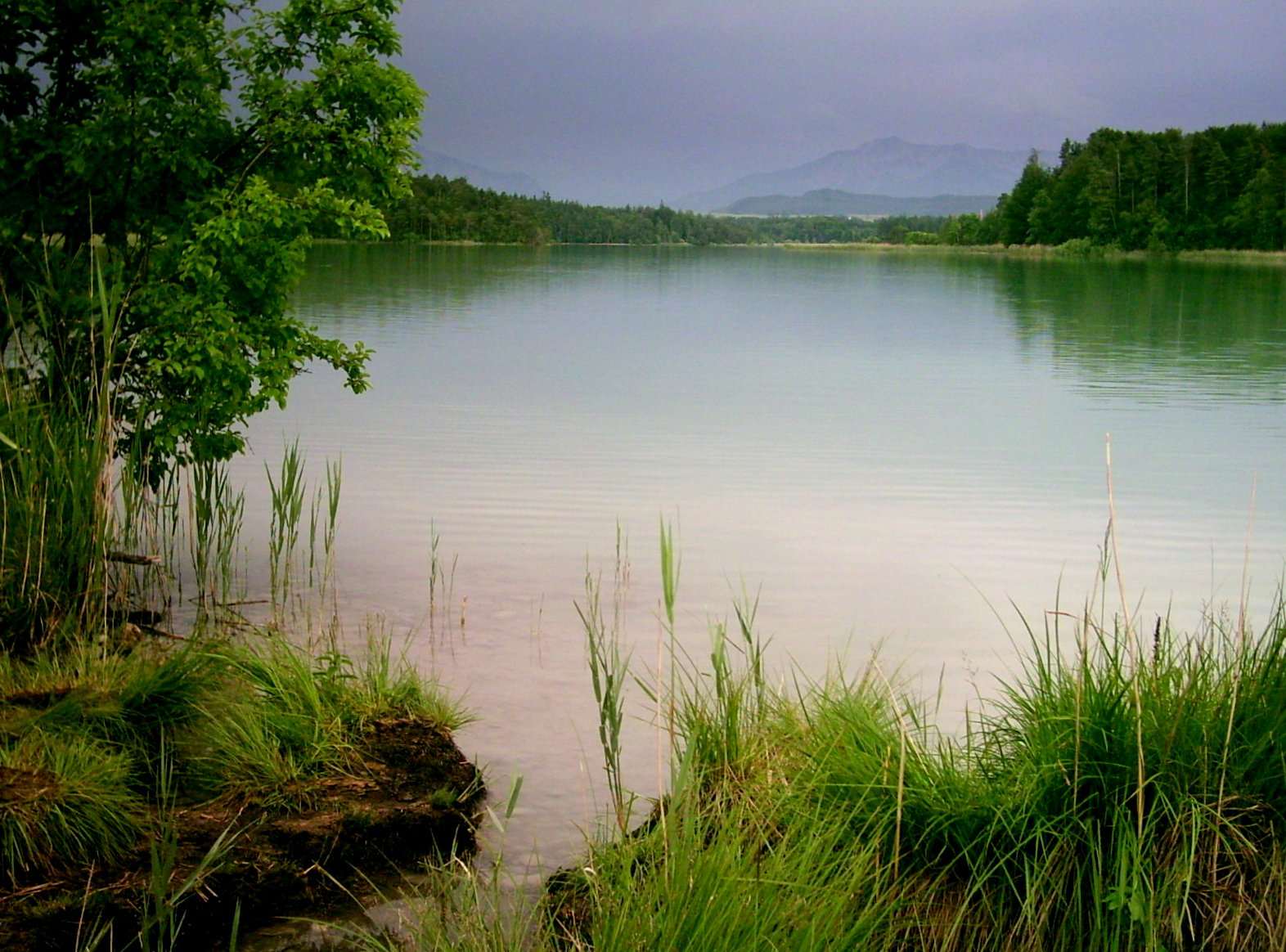
Đầu phía Bắc của hồ Großer Ostersee, nhìn về phía Nam

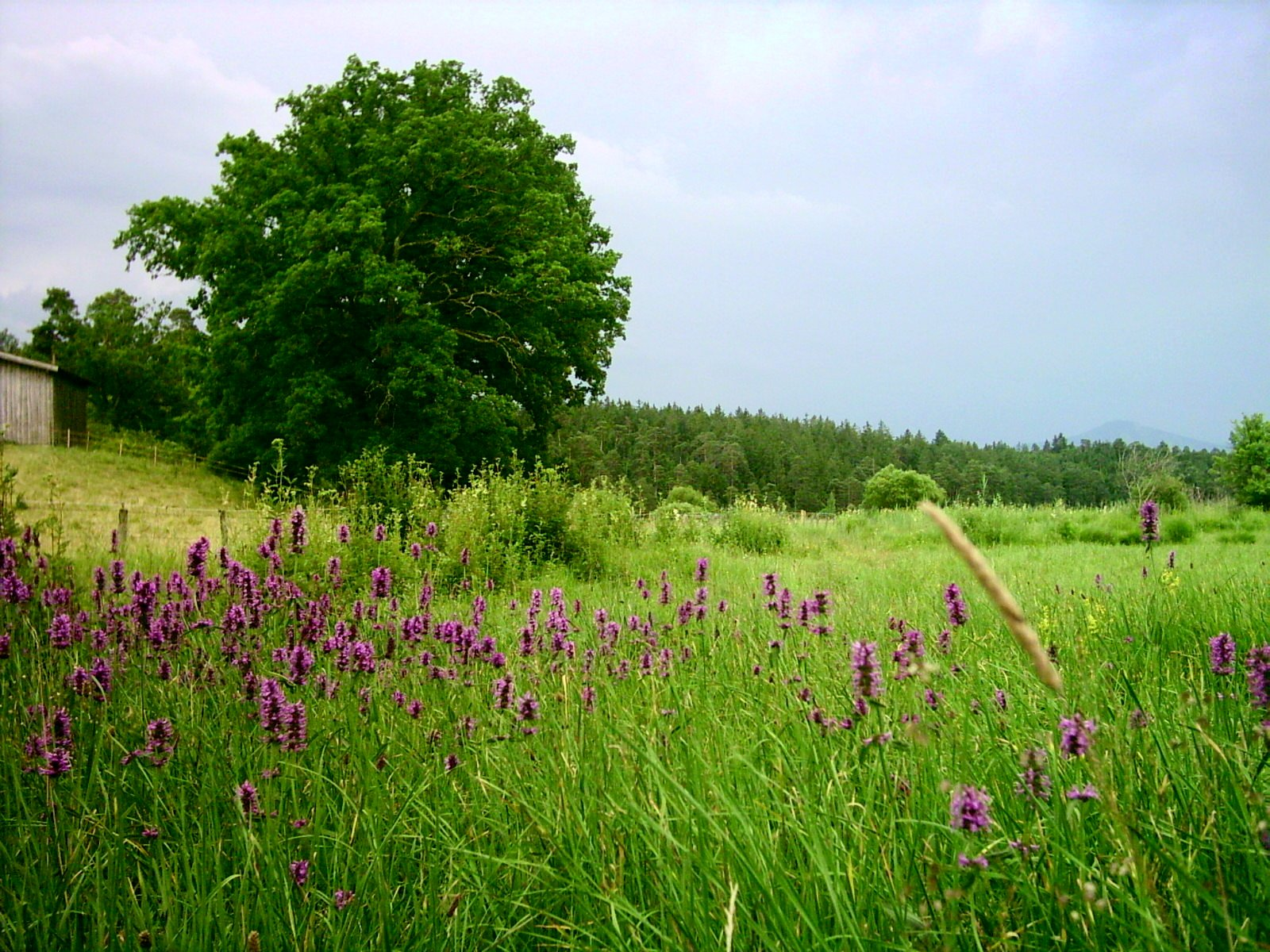
Khu bảo vệ môi trường Osterseen

Osterseen là một nhóm hồ nằm về phía Nam của hồ Starnberger See, thuộc huyện Weilheim-Schongau ở Bayern, Đức. 

## Địa lý
Những hồ ở phía Nam và nằm chính giữa với hồ Großer Ostersee thuộc xã Iffeldorf, những hồ ở phía Bắc từ hồ Stechsee cũng như Frechensee thuộc xã Seeshaupt. Iffeldorf cách Penzberg 5 km nằm về phía Tây Bắc, 20 km nằm về phía Đông Nam huyện lỵ Weilheim và 50 km Nam-Tây Nam của trung tâm München.
Hồ ở độ cao 588 m, diện tích tổng cộng của 20 hồ lớn là 223.55 mẫu vuông, với độ sâu trung bình là 9 m.

## Vị trí và kích thước các hồ
| Osterseen phía Nam (Oberseen): Nhóm hồ Iffeldorfer                                                                   |                        |        |            |       |       |      |      |
| 1 | Waschsee               | 0,85   | 25.600     | 125   | 65    | 5,4  | 3,0  |
| 2 | Schiffhüttensee        | 1,17   | 40.800     | 138   | 96    | 6,6  | 3,5  |
| 3 | Sengsee                | 5,45   | 387.900    | 343   | 266   | 14,6 | 7,1  |
| 4 | Wolfelsee              | 1,06   | 32.600     | 156   | 85    | 5,8  | 3,1  |
| 5 | Fohnsee                | 21,19  | 2.298.300  | 680   | 440   | 23,7 | 10,8 |
| 6 | Helgraben              | 0,30   | 4.000      | 120?  | 30?   | 2,3  | 1,3  |
| 7 | Brückensee             | 1,55   | 43.400     | 150   | 120   | 4,8  | 2,8  |
| Osterseen phía Nam (Oberseen): Nhóm hồ Staltacher                                                                    |                        |        |            |       |       |      |      |
| 8 | Herrensee              | 3,00   | 260.000    | 230   | 153   | 10,7 | 8,7  |
| 9 | Fischkaltersee         | 3,28   | 191.800    | 273   | 147   | 11,4 | 5,8  |
| 10 | Bräuhaussee            | 5,11   | 295.100    | 300   | 184   | 12,5 | 5,8  |
| 11 | Forchsee               | 0,92   | 30.000     | 107   | 104   | 8,2  | 3,3  |
| 12 | Eishausse              | 7,69   | 511.300    | 382   | 284   | 19,1 | 6,6  |
| Nhóm Ostersee chính giữa                                                                                             |                        |        |            |       |       |      |      |
| 13 | Gr. Ostersee           | 117,63 | 14.000.000 | 2.000 | 1.000 | 29,7 | 11,9 |
| 14 | Östl. Breitenauer See  | 2,39   | 160.000    | 223   | 138   | 15,6 | 6,7  |
| 15 | Westl. Breitenauer See | 6,09   | 352.600    | 475   | 375   | 17,1 | 5,8  |
| 16 | Ameisensee             | 3,76   | 346.700    | 436   | 160   | 18,9 | 9,2  |
| Osterseen phía Bắc (Unterseen, Nhóm hồ Seeshaupter)                                                                  |                        |        |            |       |       |      |      |
| 17 | Stechsee               | 7,54   | 486.800    | 670   | 244   | 15,2 | 6,5  |
| 18 | Lintensee              | 0,30   | 8.400      | 75    | 72    | 4,7  | 2,8  |
| 19 | Gröbensee              | 6,07   | 353.800    | 538   | 240   | 15,2 | 5,8  |
| 20 | Kl. Gartensee          | 0,40   | 12.000     | 150   | 54    | 8,1  | 3,0  |
| 21 | Gr. Gartensee          | 7,46   | 371.100    | 434   | 300   | 13,7 | 5,0  |
| 22 | Ursee                  | 2,21   | 111.500    | 212   | 160   | 11,8 | 5,0  |
| 23 | Lustsee                | 5,92   | 389.400    | 426   | 245   | 18,0 | 6,6  |
| Frechensee* |                        |        |            |       |       |      |      |
| 24 | Frechensee*            | 12,21  | 262.000    | 500   | 300   | 7,8  | 2,1  |
| * Hồ Frechensee thiệt ra không thuộc nhóm Osterseen, Nó nằm cách Lustsee 250 m về phía Tây và với 591 m cao hơn 3 m. |                        |        |            |       |       |      |      |